# Штёссингер, Верена

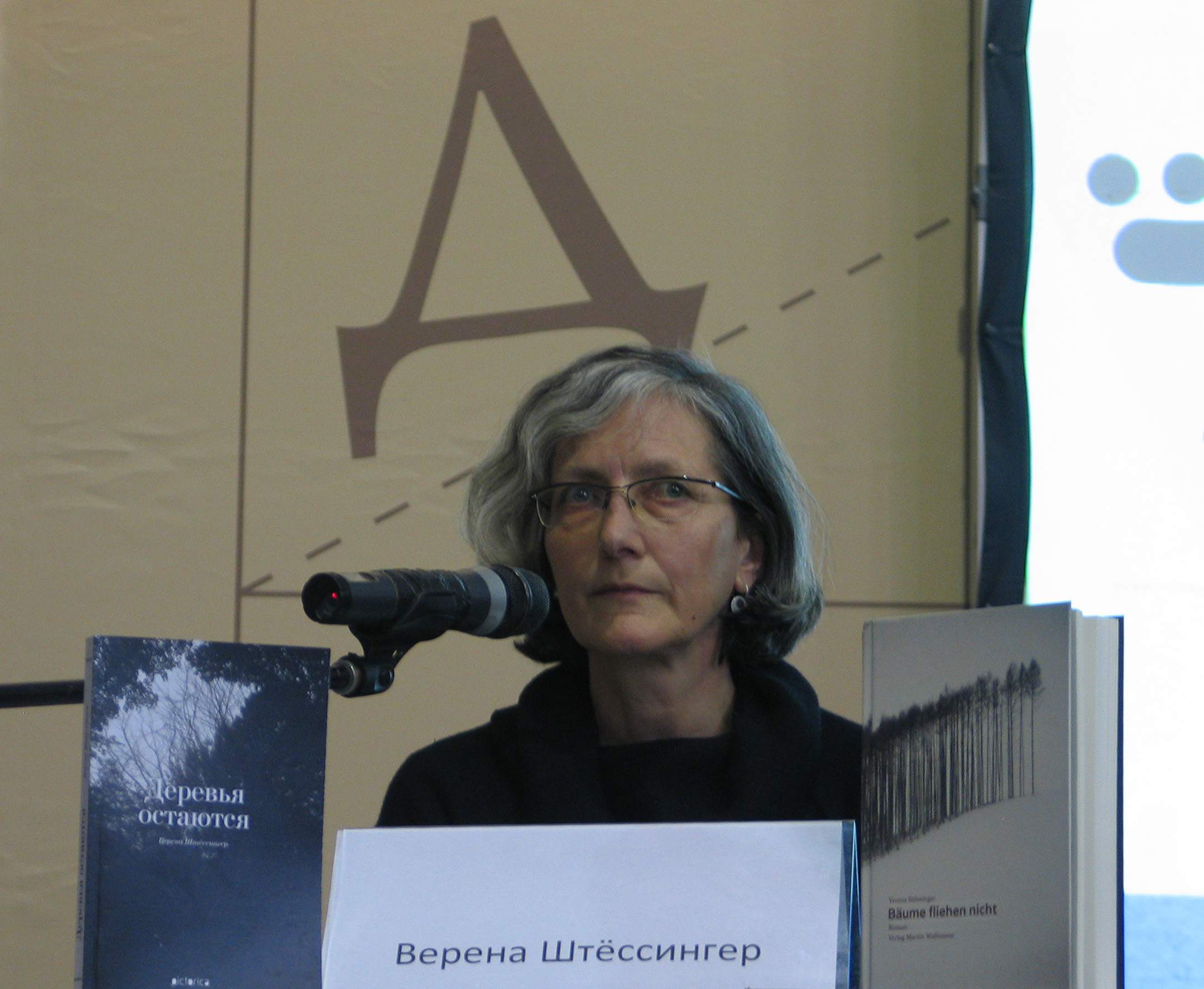
Верена Штёссингер представляет свой роман «Деревья остаются» на Красноярской ярмарке книжной культуры (2014)

Верена Штёссингер (нем. Verena Stössinger; род. 25 ноября 1951, Люцерн) — швейцарская писательница.
Окончила театральное училище, некоторое время работала ассистентом режиссёра в берлинском Театре Шиллера. Вернувшись в Швейцарию в 1977 году, посвятила себя семейной жизни, а затем изучала скандинавские литературы в Базельском университете, стажировалась также в Орхусе, защитила дипломную работу, посвящённую немецко-датским литературным связям после Второй мировой войны. С 1994 г. преподаёт в Базеле датскую и фарерскую литературу. Составитель (вместе с Анной Катариной Дёмлинг) антологии фарерского рассказа.
Дебютировала в литературе в 1980 г., приняв участие в сборнике швейцарских писательниц «Дни матери. Жизнь с мужчиной, детьми и карьерой» (нем. Muttertage. Leben mit Mann, Kindern und Beruf). В дальнейшем опубликовала семь книг, в том числе роман «Деревья остаются» (нем. Bäume fliehen nicht; 2012, русский перевод 2014). Выступала также как драматург. Лауреат ряда литературных премий и стипендий.